# Vilhelm Jørgensen (fodboldspiller)
Kurt Vilhelm Jørgensen (27. maj 1897 i Varpelev - 3. oktober 1967 i Kregme) var en dansk fodboldspiller (forsvarsspiller).
I sin klubkarriere spillede Vilhelm Jørgensen i B.1903 og blev Danmarksmester 1920. 
Vilhelm Jørgensen debuterede på landsholdet i en venskabskamp mod Sverige 1917 i Idrætsparken som sluttede 1-1. Han deltog han ved OL i Antwerpen dog uden at spille. Det blev til 15 landskampe og den sin sidste landskamp 1923 var en venskabskamp mod Schwiez i Idrætsparken som Danmark vandt 3-2.